# Lars Epstein

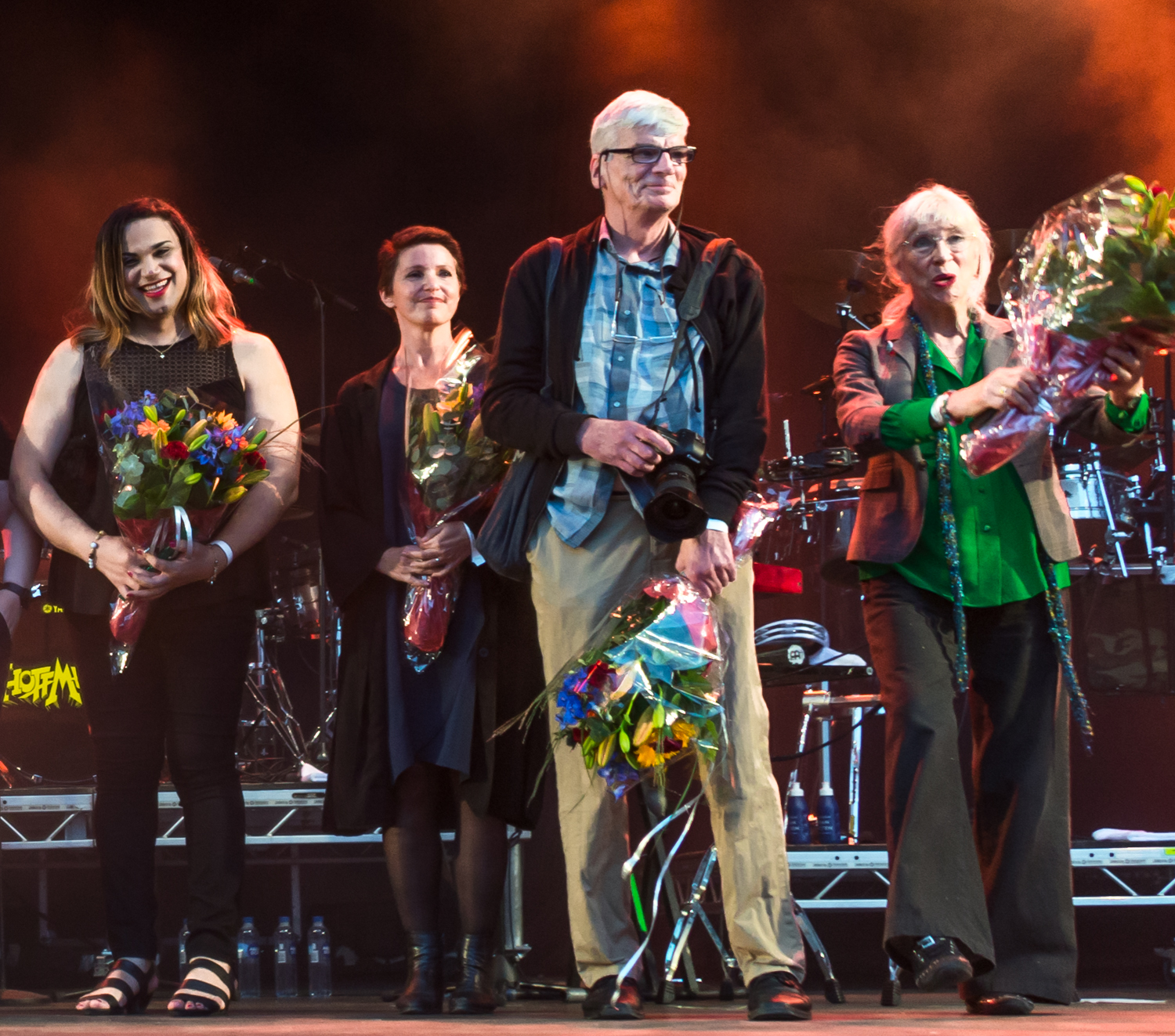
Lars Epstein během předávání Ceny Lennarta af Petersena v Gustav Adolfs torg během Stockholmského kulturního festivalu 2017. Další držitelé kulturních cen: Suzanne Osten, Kristina Sandberg.

Lars Rutger Epstein (* 2. června 1941, Stockholm) je švédský novinář a fotograf. Fotografuje a píše hlavně pro jedny z největších švédských novin Dagens Nyheter; známé jsou jeho stockholmské články pod hlavičkou Epstein STHLM, nyní (2020) publikované na facebookové stránce DN Stockholm.

## Životopis
Lars Epstein fotografoval už v mládí. Začal pracovat v Ateljé Uggle a během své vojenské služby studoval ve vojenské fotografické škole v Kristianstadu ; po polovině studia byl ze školy vyloučen. Epstein studoval sociální historii a žurnalistiku s následným zaměstnáním jako reportér Dagens Nyheter. Po deseti letech novinářského psaní se vrátil k fotografické profesi. Celkově Lars Epstein pracoval více než 35 let ve společnosti Dagens Nyheter. Byl členem poroty Stockholmské budovy roku (Årets Stockholmsbyggnad).
Lars Epstein také napsal Framtiden är den enda tid i livet som går att påverka (Budoucnost je jediným obdobím v životě, které lze ovlivnit).
V roce 2017 mu byla udělena kulturní cena města Stockholmu Lennart af Petersen pris s motivací:S neúnavnou zvědavostí na město jako místo setkání Lars Epstein po celá desetiletí sledoval a zobrazoval lidi, kteří žijí a pracují ve Stockholmu. Jako stálého společníka má svůj fotoaparát, pomocí kterého zachycuje malé i velké události společnosti. Jako několik dalších fotografů přispěl k vytvoření živého a aktuálního obrazu hlavního města.